# 蕭華
蕭 華（しょう か）は、中華人民共和国の軍人。中国人民解放軍の上将。長征組歌の作者として知られる。

## 略歴
貧しい労働者の家庭に生まれる。1928年、中国共産主義青年団に加入。1930年、中国工農紅軍に参加し、同年、中国共産党に入党した。土地革命戦争以後、共青団興国県委員会書記、紅4軍軍事委員会青年委員、連（中隊）、営（大隊）政治委員、第10師第30団（連隊）政治委員、紅1軍団政治部青年部部長、紅軍総政治部青年部部長、少共国際師政治委員、紅1軍団政治部組織部部長、陝甘支隊第1大隊政治委員、紅1軍団第2師政治委員を歴任し、長征に参加した。
日中戦争時、八路軍第115師政治部副主任、第343旅政治委員、八路軍東進抗日挺進縦隊司令員兼政治委員、魯西軍区政治委員、第115師政治部主任兼山東軍区政治部主任を務める。
国共内戦時は、遼東軍区司令員兼政治委員、中共遼東省委員会書記、南満軍区副司令員兼副政治委員、東北野戦軍第1兵団政治委員、第4野戦軍特種兵司令員。
中華人民共和国建国後、中国人民解放軍空軍政治委員、総政治部副主任、総幹部部副部長、部長、中国人民解放軍総政治部主任、中国共産党中央軍事委員会副秘書長、軍事科学院第二政治委員、蘭州軍区第一政治委員を歴任。1955年、上将の階級を授与。
第3回国防委員会委員、中国人民政治協商会議第6回全国委員会副主席、中国共産党第8回、第11回、第12回中央委員。
1985年8月12日、死去。

## パーソナル
紅軍を称えた長征組歌の作者。